# チャールズ・リー (軍人)

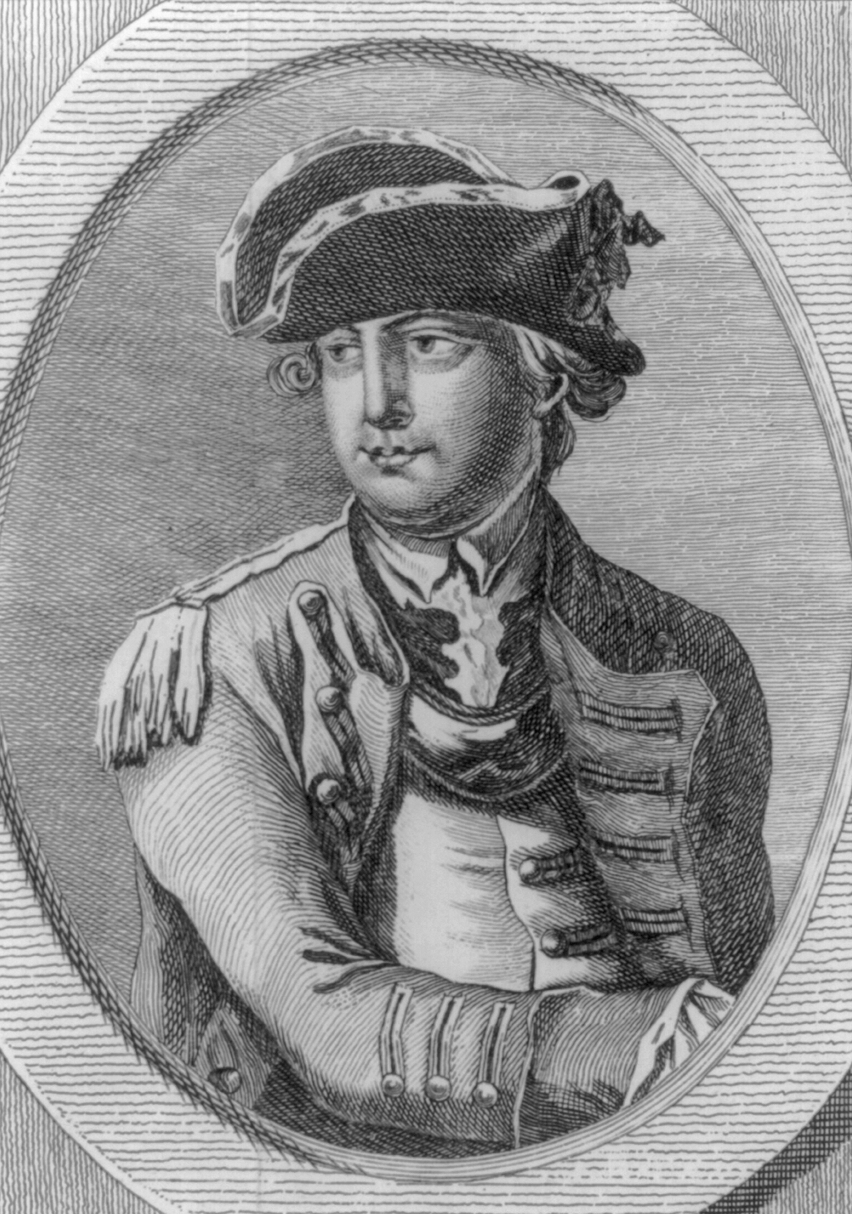
チャールズ・リー

チャールズ・リー（英: Charles Lee、1732年2月6日 - 1782年10月2日）は、イギリスの軍人であり、アメリカ・バージニア植民地の植民者である。リーはアメリカ独立戦争中は大陸軍の少将であった。ジョージ・ワシントンの追い落としを画策したことや、戦闘中にワシントンに反抗したことで悪評がある。

## イギリス軍での経歴
リーは1732年2月6日、イングランドのチェシャー州で生まれた。12歳の時既にイギリス陸軍の少尉となっていた。フレンチ・インディアン戦争では、エドワード・ブラドック少将のもとに仕えた。この時、ジョージ・ワシントンやトマス・ゲイジ、ホレイショ・ゲイツも士官として加わっていた。アメリカでの従軍中に、リーはモホーク族インディアンの酋長の娘と結婚した。モホーク族からは「たぎる湯」と「眠らない魂」という渾名を貰った。リーは次にヨーロッパに渡り、ジョン・バーゴイン少将のもとで大佐となり、ポルトガルとポーランドを転戦した。さらにポーランド王スタニスワフ2世のもとで少将として副官を務めた。イギリスに戻るともはや軍隊での生活を望まなかったので、1773年に新大陸の植民地に行った。

## アメリカ独立戦争

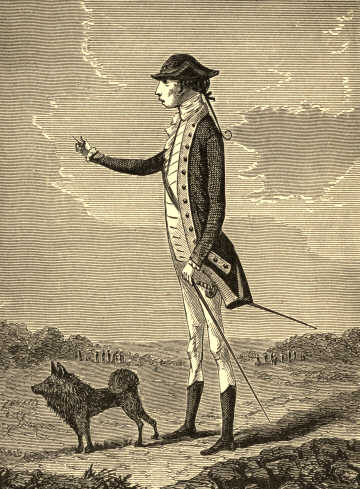
リーはだらしない風貌と荒っぽい言葉遣いで知られ、常に犬を連れていたとされる

植民地での戦争が避けられそうになく思われた時、リーは植民地軍に志願した。大陸軍が結成されるとき、リーは最も軍歴が豊富なので当然自分が最高司令官に任命されるものと思っていた。しかし、リーはイギリス生まれであり、一風変わっていて、身なりもみずぼらしく、言葉遣いは粗く、何より悪いことに給与を求めていた。反乱軍に加わることでリーのイングランドにあった財産がすべて没収され、その代償を求めていた。対してワシントンは、まじめで、しっかりとしており、冷静で、そして何よりも良いことに大陸会議が経費さえ払ってくれれば給与なしで働くと言っていた。ワシントンは政治的な駆け引きもうまく、南部出身の指揮官は当初2人1組でニューイングランドの軍隊を指揮するようにした。ワシントンが総司令官に選ばれ、リーはそれに次ぐものとして少将になった。リーは大陸軍の中では2番目にあると思っていたが、実際には健康状態が良くなかったもののアートマス・ウォードが2番目の指揮官ということになった。
リーは他の肩書きも受けることになった。1776年にはカナダ師団の指揮官となったが、一度もこの肩書きに相応しい任務に就くことはなかった。その代わりにリーは南部師団の最初の指揮官に指名され、6ヶ月間任務に就いたが、本部に呼び戻された。
1776年の終わり頃、リーのワシントンに対する敵対意識が現れるようになった。ワシントン砦とリー砦からの撤退の間、リーは軍隊の中でぶらぶら過ごし、続いて大陸会議のメンバーに手紙を送って、リーこそがワシントンに替わって総司令官に就くべきだと強調し始めた。丁度この頃、ワシントンが偶然リーからリード大佐に宛てた手紙を開封することがあり、その中でリーはワシントンの指導力や能力をあげつらい、軍隊のひどい苦境をすべてワシントンの責任にしていた。この時、リーの軍隊はペンシルベニアでワシントン軍に合流するよう求められていたが、リーはゆっくりと行軍していた。12月12日の夜、不可解にもリーは十数人の衛兵とニュージャージーのバスキングリッジにある「ホワイトの酒場」に泊まった。そこから本隊までは3マイル (5 km)しか離れていなかった。翌朝、イギリス軍の20数名の騎馬偵察隊が、部屋着姿で手紙を書いているリーを発見し即座に逮捕した。この偵察隊の中にはバナスター・タールトンがいた。リーは大陸軍に捕らわれていたリチャード・プレスコット将軍との交換で釈放された。

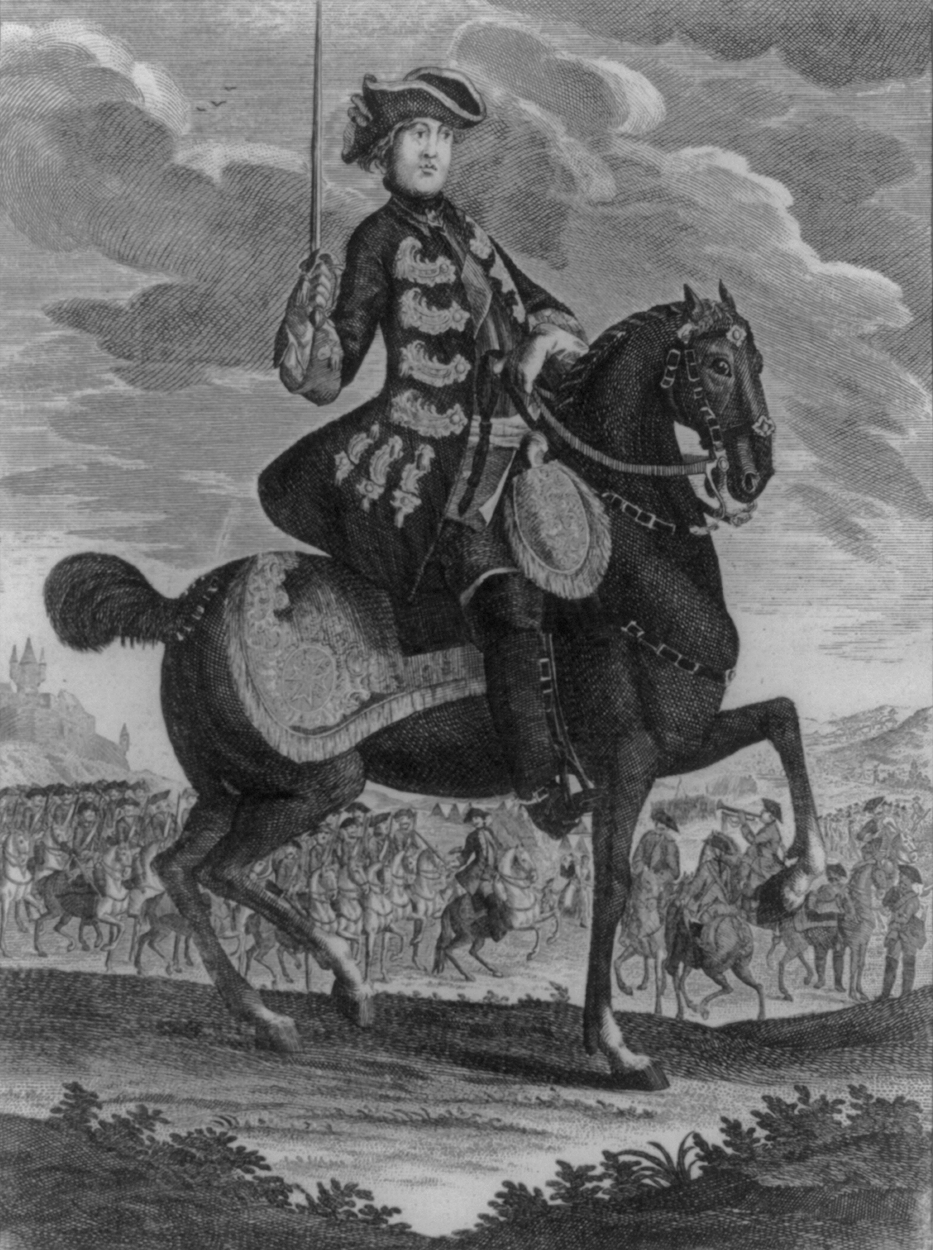
大陸軍少将として剣を握るリー

リーの悪評が立ったのは1778年6月のモンマスの戦いのときであった。ワシントンはリーに撤退しつつあるイギリス軍に対する攻撃を命じたが、リーは逆に後退を命じてしまった。リーは前進しつつあったワシントンの部隊に直接駆け込んだので、ワシントンは部下の面前でリーを叱りつけた。リーは「不適切な言葉」で反応し、逮捕され、戦闘の後で軍法会議に掛けられた。リーは有罪とされ、一年間指揮官の任務から外された。
リーが戦略的判断を誤ったのかどうかは明らかでない。リー自身は敵の数が勝っていたので後退は妥当と思った。ヘンリー・クリントン将軍率いるイギリス軍の総勢は1万名であり、リーの部隊は5,440名であった。しかし、リーは命令に従わず、公衆の面前で指揮官を詰る言葉を吐いた。
リーは軍法会議の判断を覆すよう大陸会議にはたらきかけたが、これに失敗すると、ワシントンの人格を攻撃する手段に訴えた。リーの人望は墜ちた。ワシントンの副官ジョン・ローレンス大佐がリーに決闘を申し入れた。リーはこのとき脇腹を撃たれて負傷した。リーは1780年1月10日に解職され、フィラデルフィアに引退し、1782年10月2日に死んだ。
モンマスの戦いでのリーの後退理由は裏切りの可能性がある。リーが1777年3月にイギリス軍ウィリアム・ハウ将軍の下に囚われている間に、リーは大陸軍に対するイギリス軍の作戦案を作成した。このときリーはイギリス軍からの脱走兵として告訴される恐れがあった。というのも、リーが大陸軍に入った数日後までイギリス軍の中佐としての任務を辞めていなかったからである。このときリーが作った手書きの作戦案が、1857年にハウ家の文書庫から見つかった。
リー将軍に因んで独立戦争中に名づけられたリー砦はハドソン川のニュージャージー州側にあり、ニューヨーク州にあるワシントン砦と向かい合っている。